# Grazia Di Maggio
Grazia Di Maggio (Taranto, 11 novembre 1994) è una politica italiana.
Membro della Camera dei deputati con Fratelli d'Italia nella XIX legislatura della Repubblica Italiana, è la parlamentare più giovane eletta nelle file del suo partito.

## Biografia
Cresce a Pisticci dove consegue il diploma di maturità classica al liceo classico Giustino Fortunato nel 2013, nello stesso anno si trasferisce a Milano per gli studi universitari dove si laurea in Linguaggi dei Media presso l'Università Cattolica del Sacro Cuore con 110 e lode e in Politiche Europee ed Internazionali sempre nella stessa università. È giornalista pubblicista dal 2019 a seguito di collaborazioni con giornali, tv e agenzie di stampa.
Dal 28 giugno 2025 è sposata con l’assessore con delega allo Sport, Bilancio, Patrimonio e Servizi Finanziari di Fratelli d’Italia del comune di Senago, Francesco Quattrociocchi.

## Carriera politica
Si avvicina alla politica durante gli anni dell'università e nel 2020 frequenta la Scuola di Formazione Politica della Fondazione Alleanza Nazionale.
Nel 2021 è candidata al Comune di Milano, nella lista di Fratelli d'Italia, mancando per pochi voti l'elezione. Nel 2023 con le dimissioni a Palazzo Marino del collega Andrea Mascaretti rinuncia al posto da consigliere comunale per concentrarsi sul solo incarico parlamentare.
Alle Politiche del 2022 viene candidata ed eletta nel Collegio Lombardia 1 P02. È componente della VII Commissione Cultura, Scienza, Istruzione e della XIV Commissione Politiche dell'Unione Europea e dal luglio 2023 anche della Commissione bicamerale Infanzia e Adolescenza. 
Ha ricoperto il ruolo di responsabile dei Circoli territoriali del partito per Milano città dal 2023 al 2024 e ha lavorato dal 2021 al 2022 presso il Consiglio Regionale della Lombardia per il Gruppo di Fratelli d’Italia.
Dal 2024 è responsabile della Comunicazione di Fratelli d'Italia Lombardia ed è membro dell'Esecutivo Regionale.

## Posizioni politiche
Promuove posizioni tradizionaliste, sostenendo quanto da lei definita "la sacralità della vita", "la famiglia tradizionale" e la "protezione di donne e minori" .